# Dyspteris moinieri
Dyspteris moinieri är en fjärilsart som beskrevs av Claude Herbulot 1988. Dyspteris moinieri ingår i släktet Dyspteris och familjen mätare. Inga underarter finns listade i Catalogue of Life.